# Eriocaulon regnellii
Eriocaulon regnellii är en gräsväxtart som beskrevs av Harold Norman Moldenke. Eriocaulon regnellii ingår i släktet Eriocaulon och familjen Eriocaulaceae. Inga underarter finns listade i Catalogue of Life.